# Kamara János
Kamara János (Budapest, 1927. május 1. – Budapest, 2000. július 3.) magyar belügyminiszter.

## Élete
Géplakatos segédlevelet szerzett. 1945-ig a Ganz és Társa Vagon-, Hajó és Villamossági gyárban szakmáját gyakorolta, belépett a Magyar Kommunista Pártba. 1945-től a Belügyminisztérium állományában, különböző beosztásokban szolgált. 1958-ban az ELTE Állam- és Jogtudományi Karán doktori oklevelet szerzett. 1966-tól csoportfőnök helyettes, majd csoportfőnök volt. 1974. június 21. – 1985. március 29. között a Belügyminisztérium államtitkára, 1985. március 29. – 1987. december 16. között a Lázár-kormány, majd Grósz-kormány belügyminisztere volt. 1974-től rendőr vezérőrnagy, 1979-ben altábornagyi rangot kapott. A Magyar Szocialista Munkáspárt Központi Bizottságának 1980. március 27. és 1988. május 22. között volt tagja.